# Lipophrys canevae
La bavosa guance gialle (Lipophrys canevae) è un pesce di mare appartenente alla famiglia Blenniidae.

## Distribuzione e habitat
Endemico del mar Mediterraneo dove è comune soprattutto nel bacino occidentale.
Vive in pochi centimetri d'acqua e fino a 3-4 metri, spesso in pareti verticali ricche di vegetazione.

## Descrizione
Priva di tentacoli sopraorbitari. La livrea è a base grigia o beige con numerosi punti scuri (di solito rosso-ruggine) che confluiscono in strisce longitudinali nella parte posteriore del corpo. Il maschio, come molte specie simili, presenta una livrea nuziale con maschera facciale nera su sfondo giallo.

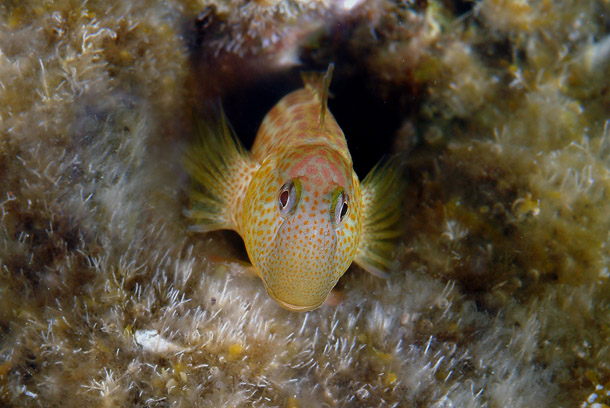
Muso di una femmina

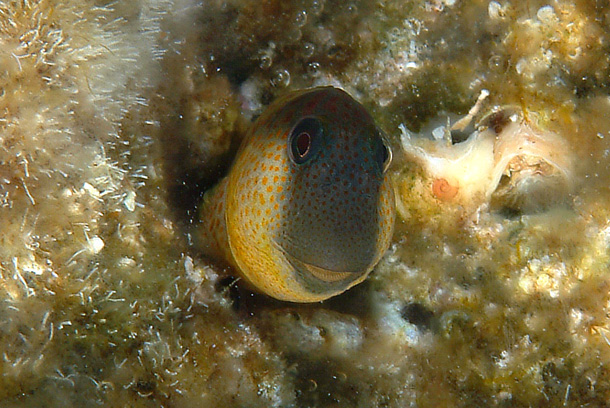
Muso di un maschio in livrea riproduttiva

Raggiunge 7 cm di lunghezza totale.

## Riproduzione
Simile a quella delle specie congeneri ed ai Blenniidae in generale.

## Biologia
Specie schiva che si intana facilmente lasciando però fuori la testa.

## Acquariofilia
È una specie che si adatta bene alla vita in acquario, molto ricercata dagli appassionati.